# Lycostomus patruelis
Lycostomus patruelis là một loài bọ cánh cứng trong họ Lycidae. Loài này được Bourgeois miêu tả khoa học năm 1883.